# نمیکی
نمیکی (انگلیسی: Namiki) شرکت خوشه‌ای ژاپنی است، که در سال ۱۹۵۳ تأسیس شد.